# シドニア (バンド)
シドニア (Cydonia) は、イタリア・ボローニャ出身のメロディックスピードメタルバンドである。1999年から活動している。

## バンド名
バンド名は、火星のシドニア地域に由来する。ボーカルのダン・キーイングは、「1976年7月25日にNASAのバイキング1号によって撮影され、いまだ（当時）科学的にも解明されていない火星の人面岩の神秘に惹かれ、バンド名に冠した」と語っている。

## 音楽性
元ラビリンスのギタリストで、現在は自身が立ち上げたバンド・ヴィジョン・ディヴァインのギタリストを務めるオラフ・トールセンのプロデュースによる1枚目のアルバム『Cydonia』では、オラフ自身のバンドやジャーマンメタルにも似た様式美を含む疾走曲を中心とした音楽性を取り入れていたが、2枚目のアルバム『The Dark Flower』では一転して、よりダークなスラッシュメタル風の音楽性を取り入れている。

## メンバー

### 現在
- ダン・キーイング (Dan keying) - ボーカル
- ピート・ダニエルス (Pete Daniels) - リズムギター
- スティーヴ・スガーリオ (Steve Sguario) - リードギター
- トレヴォ・オニール (Trevor O’Neal) - ベース
- ステファン・レイ (Stefan Ray) - ドラム

### 過去
- マット・スタンチョーユ (Matt Stancioiu) - ドラム
  - 本バンド結成時はラビリンスに所属していた。脱退後、ヴィジョン・ディヴァインを経て、現在はラビリンスの活動に専念している。
- リー・クロウ (Lee Crow) - キーボード

## ディスコグラフィ
- Cydonia（日本盤2000年、その他地域2001年）
- The Dark Flower（2003年、日本盤未発売）